# Hackers Wanted
Hackers Wanted – film dokumentalny autorstwa Sama Bozzo, który nie doczekał się wydania.
Film odkrywa przed widzami pochodzenie i charakter hackerów oraz hackingu poprzez historię Adriana Lamo oraz kontrastujących z nim postaci.
Narratorem jest Kevin Spacey.
Oryginalnie nazwany 'Can You Hack it?', film nie doczekał się tradycyjnego wydania przez konflikty między producentem i zespołem.
20 Maja 2010 film wyciekł do sieci BitTorrent, Adrian Lamo zaprzecza, że był zamieszany w przeciek.

“It’s ironic that a film about overcoming barriers, about new technologies, about thinking differently, had to come to the public eye by being hacked out of the hands of people who, after making a film about the free flow of information, tried to lock away that information forever. The truth tends to itself.” -Adrian Lamo

"To ironiczne, że film o przełamywaniu barier, o nowych technologiach, o zmianie sposobu myślenia, wydostał się na światło dzienne przez jego kradzież z rąk ludzi, którzy po nakręceniu filmu o wolności przepływu informacji, próbowali na zawsze ukryć tę informację. Prawda zawsze wyjdzie na jaw."